# Pedro Mairata
Pedro Mairata Gual (* 15. Januar 1979 in Manacor) ist ein ehemaliger spanischer Fußballspieler.

## Spielerkarriere

### Die Anfänge
Pedro Mairata startete seine Karriere als Fußballer in der Saison 2002/2003 beim unterklassigen Club CD Constancia. Im folgenden Jahr wechselte er zur Zweitvertretung von UD Las Palmas. Dort wurde er Stammspieler und ging anschließend zum drittklassigen B-Team von UD Levante, wo dem Verteidiger mit drei Toren in 35 Spielen der Durchbruch gelang.

### Als Profi
Im Sommer 2005 unterschrieb Pedro Mairata einen Vertrag beim Zweitligisten SD Eibar. Für ihn persönlich lief das Spiel mit zwei Toren in 30 Spielen gut und er konnte seine Qualitäten im Profifußball unter Beweis stellen, dennoch stieg Eibar abgeschlagen als Tabellenletzter ab. Aus diesem Grunde wechselte Mairata zum Ligarivalen UD Almería. Mit den Andalusiern gelang der Aufstieg in die erste Liga, da der Abwehrspieler allerdings meist nur Ersatz war, musste er den Verein nach nur einem Jahr schon wieder verlassen.
Dies tat er auch und ging zum im Vorjahr abgestiegenen Gimnàstic de Tarragona, wo er auf Anhieb an frühere Leistungen anknüpfen konnte. Er kämpfte mit dem Klub fünf Jahre lang gegen den Abstieg aus der Segunda División, der am Ende der Spielzeit 2011/12 nicht mehr zu verhindern war. Mairata ging mit seinem Verein in die Segunda División B, wo er in der Saison 2012/13 den Wiederaufstieg verpasste. Er schloss sich im Sommer 2013 dem Ligakonkurrenten Atlético Baleares an. Er spielte zwei Jahre bei dem Klub, ehe er im Sommer 2015 beim mallorquinischen Rivalen CD Llosetense anheuerte. Mit dem Aufsteiger stieg er am Ende der Saison 2015/16 ab und blieb dem Verein auch in der Tercera División treu. Er verpasste den Wiederaufstieg und wechselte im Sommer 2017 zu seinem Heimatklub CD Constancia, wo er seine Laufbahn im Jahr 2018 beendete.